# ワインセラー

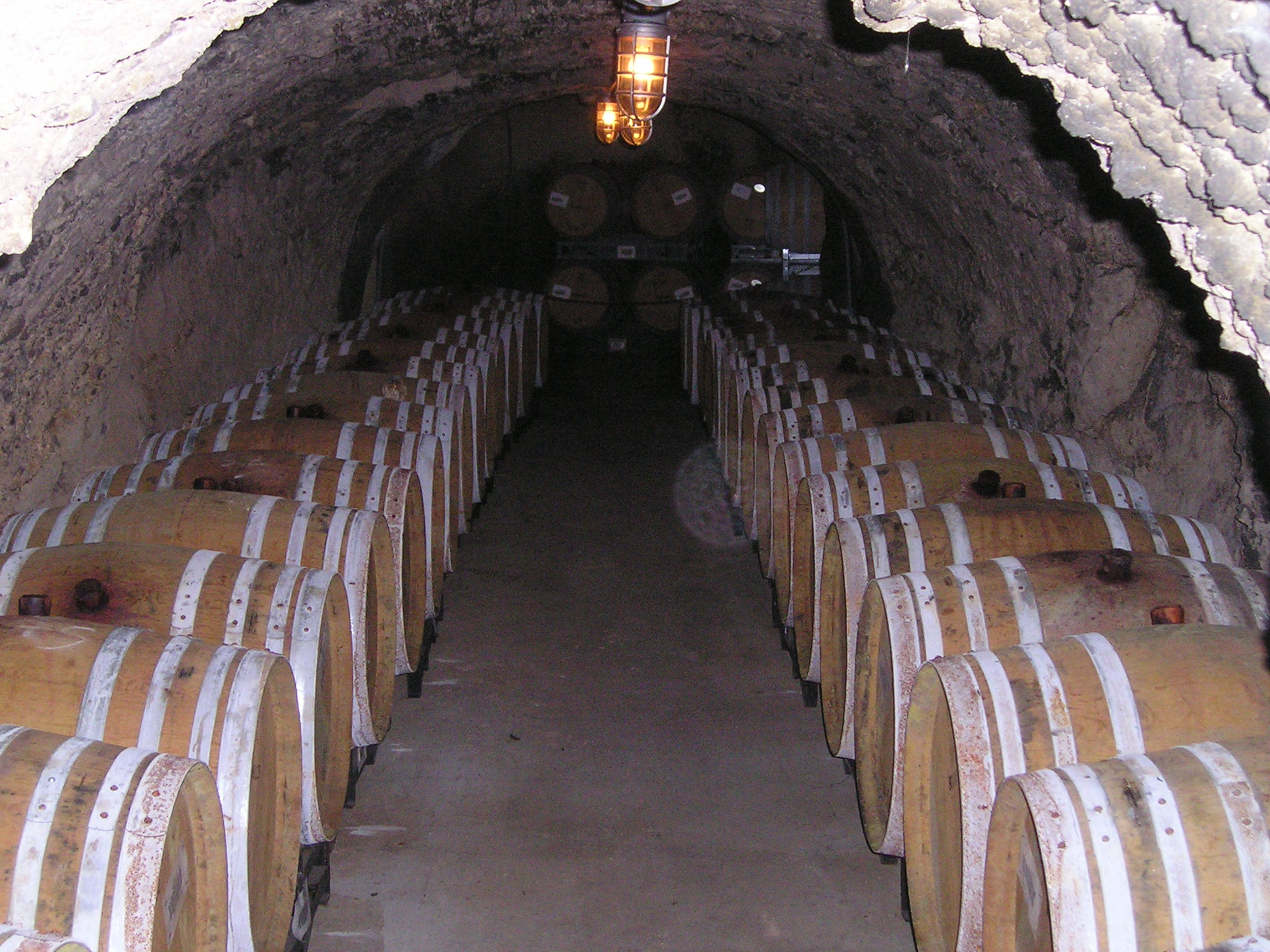
地下のワインセラー

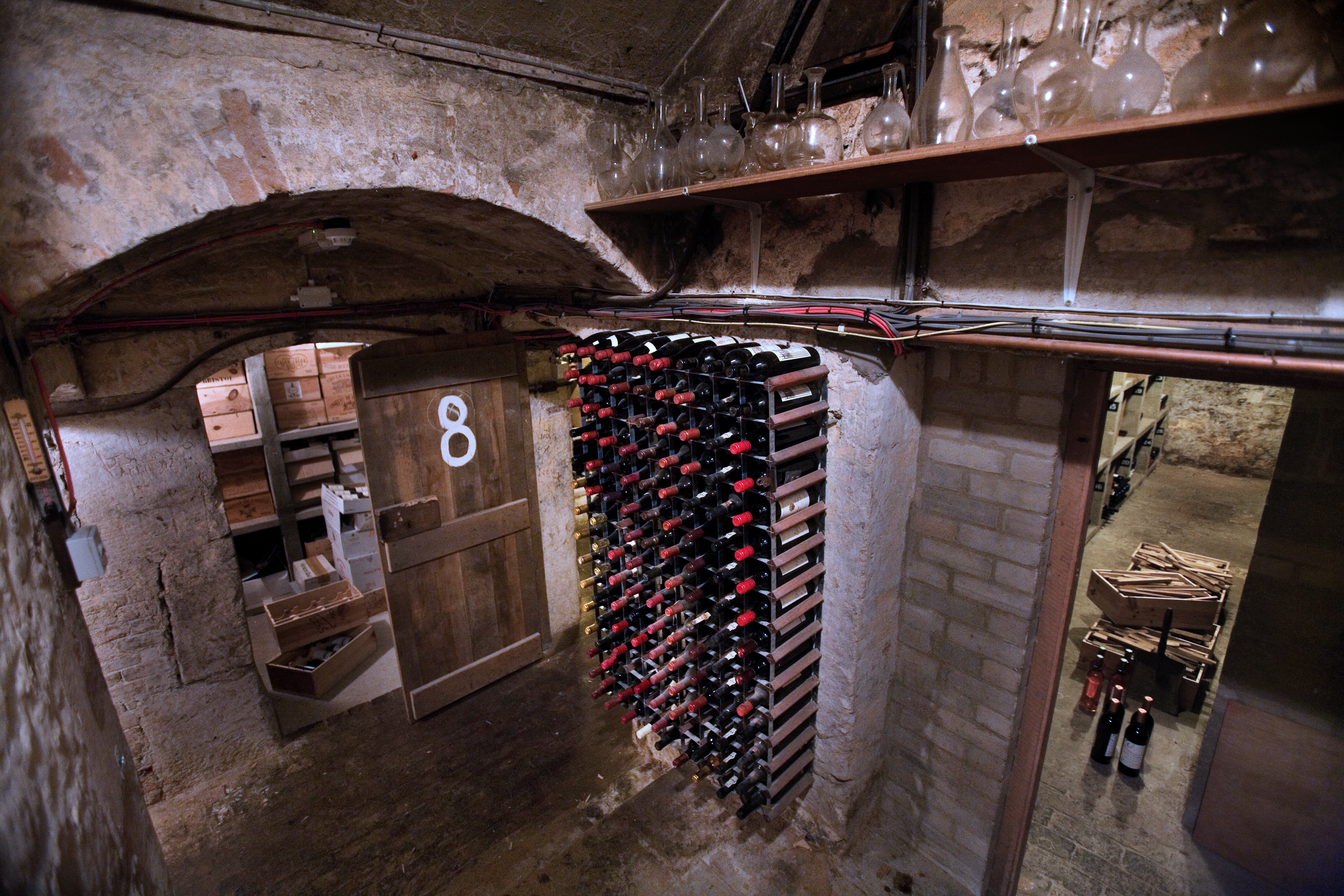
オックスフォード大学ジーザス・カレッジにあるワインセラーに保管されているワインボトル

ワインセラー(英語: wine cellar)は、ワインボトルまたは樽に入ったワインの貯蔵室である。
ワインボトルや樽の他には、カーボイ（木枠箱入りガラス瓶）、アンフォラ（古代に用いられた両取っ手付きの壺）、プラスティック容器に入っていることもある。「能動的」なワインセラーでは環境管理システムによって温度や湿度などが制御されている。一方で「受動的」なワインセラーは温度変化を減らすために地下に建設されていることが多く、人工装置による温度・湿度の環境管理は行われない。
地上にあるワインセラーは英語でwine roomと呼ばれることがある。500本以下程度の小規模なワインセラーはしばしば英語でwine closetと呼ばれる。中世においてワインの管理と供給を担った大規模な建物はバタリー（酒類貯蔵室）と呼ばれた。イスラエル北部のテル・カブリ遺跡からは紀元前1700年に使用されていた世界最古のワインセラーが発見されており、このセラーでは3,000本のボトルに相当する量のワインを貯蔵することができた。

## 目的
ワインは自然の産物であり傷みやすい食品である。ワインセラーは害を有する可能性を持つ外部の影響からアルコール飲料を保護し、ワインボトルを暗闇や安定した気温に置く。熱、光、振動、温度や湿度の変化にさらされると、あらゆるワインが台無しになる可能性がある。一方で適切な状態で保存されると、ワインはその品質を保つだけでなく、アロマ、風味、複雑さを向上させる熟成が進む。

## 保存条件

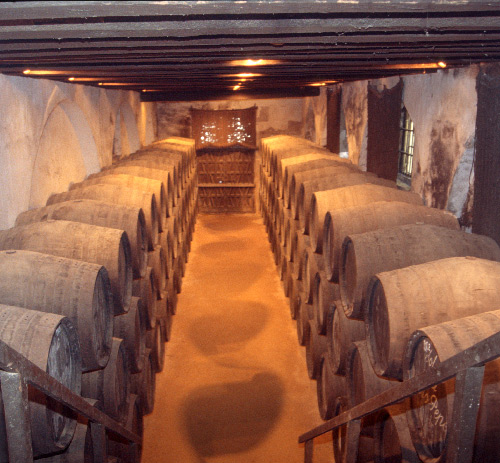
地上で保存されているシェリーのソレラ樽

摂氏7度から摂氏18度の間では様々な変化が緩やかであるため、ワインを良好に保存することができる。保存に最適な温度はフランスでワインの保存に使用された洞窟の温度に近い摂氏13度であり、この温度は短期貯蔵と長期熟成の双方に適している。一般的には高温よりも低温でよりゆっくりと熟成が進む。摂氏14度を超えるとコルクを通して呼吸が行われ、熟成過程がはっきりと加速する。このため、通常は摂氏10度から摂氏14度の間で熟成が行われる。

## 「能動的」セラーと「受動的」セラー

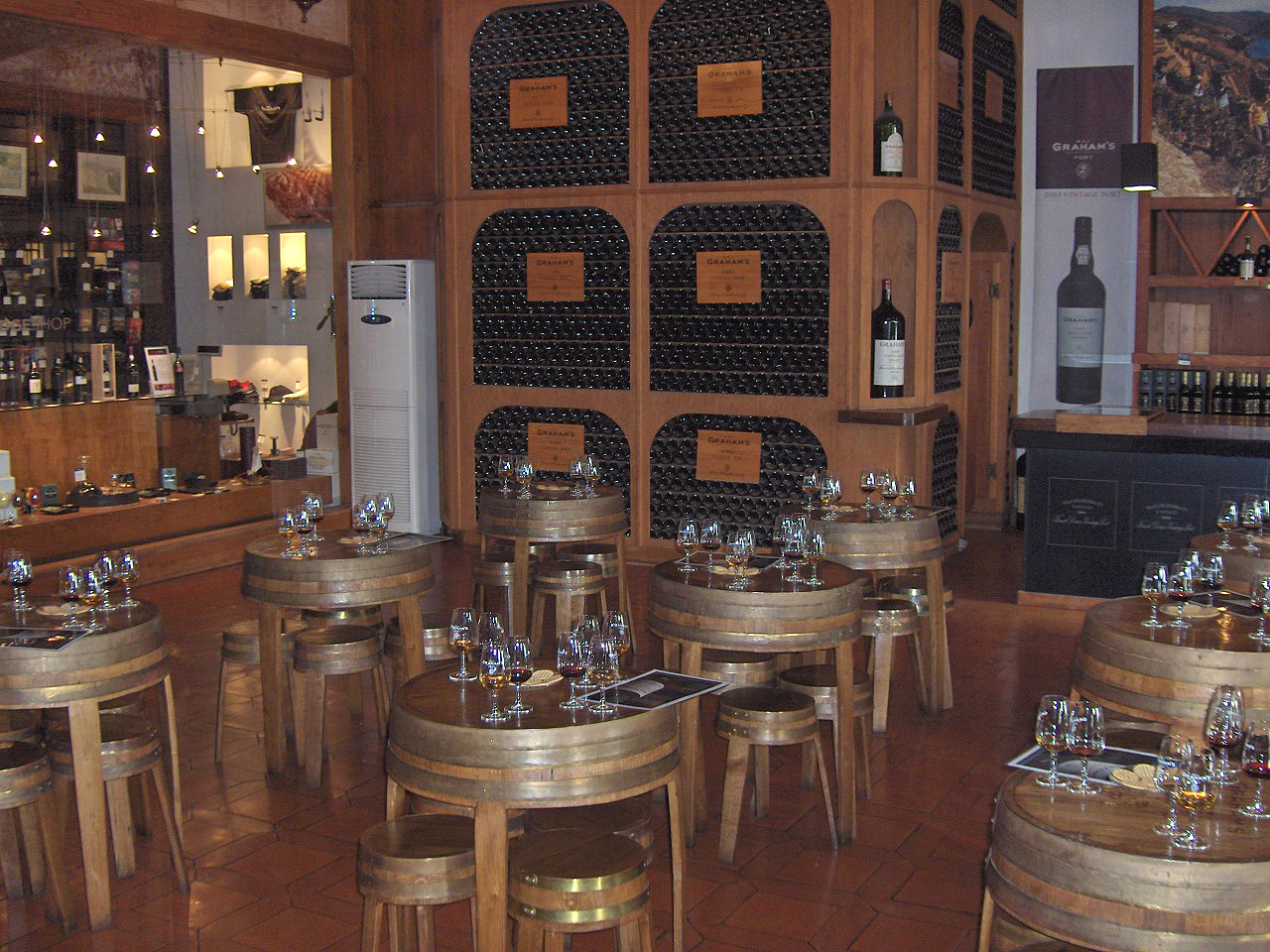
ワインセラー内にあるポート・ワインの試飲室

ワインセラーは「能動的」セラーと「受動的」セラーに区分される。能動的なワインセラーは断熱性が高く、適切な環境構築を必要とする。ワインに適した温度・湿度を維持するために、空調設備や冷却設備を必要とする。きわめて乾燥した気候では人為的な加湿が必要になる場合があるが、多くの地域では人為的な加湿は必要としない。
受動的なワインセラーは、温度の季節変化・日変化が少なく、人の手を加えずとも冷涼で湿度の高い場所、例えば温帯気候にある地下室などに置かれる必要がある。受動的なワインセラーは予測性に乏しいが、セラーの管理に費用を必要とせず、停電の際にも影響を受けない。

### 湿度に関する議論
ワインの貯蔵に適した湿度の重要性を論じる専門家もいる。ワイン・スペクテーター誌のマット・クレイマーは、ボトル内の相対湿度は密封物の使用やボトルの向きに関わらず100%に維持されているとするフランスの研究に言及した。しかし、アレクシス・リシーヌは湿度が低いと有機コルクは乾燥が早く進み、低すぎる湿度が問題を引き起こす可能性があると指摘した。所望する湿度を保つために、セラーの床面を覆う砂利に対して定期的に小量の水を撒くことが推奨されている。